# 中院通頼
中院 通頼（なかのいん みちより）は、鎌倉時代中期の公卿。中院、または土御門と号す。官位は従一位・准大臣。
父は内大臣・中院通成、母は宇都宮頼綱の娘。中院家3代当主。

## 経歴
以下、『公卿補任』の記事に従って記述する。
- 康元2年（1257年）1月6日、従三位に叙される。左中将は元の如し。
- 正嘉2年（1258年）5月14日、正三位に昇叙。
- 正元2年（1260年）3月29日、参議に任ぜられ左中将兼任。また、信濃権守を兼ねる。
- 弘長元年（1261年）3月27日、権中納言に任ぜられ、同年4月14日、帯剣を許される。同年11月4日、左衛門督を兼ねる。
- 弘長2年（1262年）1月5日、従二位に昇叙。同年閏7月23日、検非違使別当を兼ねる。
- 弘長3年（1263年）2月19日、正二位に昇叙。同年8月13日、検非違使別当を辞したか。
- 文永5年（1268年）12月2日、中納言に転じ左衛門督は元の如し。
- 文永6年（1269年）3月27日、権大納言に任じられる。
- 弘安9年（1286年）12月23日、父である前内大臣・中院通成が薨去。同日、喪に服す。
- 弘安10年（1287年）1月13日、息男である通重を参議に任じる代わりに権大納言を止められる。
- 弘安11年（1288年）4月7日、本座を許される。
- 永仁5年（1297年）10月1日、従一位に叙せられ、同年12月16日には大臣に準じて朝参するよう宣下がある（准大臣）。
- 永仁6年（1298年）7月15日、奨学院別当となる。
- 正和元年（1312年）8月8日、薨去。

## 系譜
- 父：中院通成（1222-1287）
- 母：宇都宮頼綱娘
- 妻：姉小路顕朝の娘
  - 長男：中院通重（1270-1322）
  - 次男：中院通時（1273-?）
- 生母不明の子女
  - 女子：鷹司冬平正室